# Cattolica RemiXXX 2017
Cattolica RemiXXX 2017 è un singolo del cantautore italiano Pop X, pubblicato il 26 maggio 2017.

## Descrizione
Il 19 gennaio 2013 sul canale YouTube di Pop X Superblutone è stato pubblicato il video musicale di Cattolica, prima versione del brano.
Una seconda versione, dal titolo Cattolica, è presente nell'album in formato digitale Il tempo di un cannone pubblicato sul canale ufficiale Bandcamp di Pop X il 23 settembre 2013.
L'ultima versione, il singolo del 2017, è entrato in rotazione radiofonica il 7 luglio dello stesso anno.

## Tracce
Download digitale
1. Cattolica RemiXXX 2017 – 3:43

## Formazione
- Davide Panizza – voce, produzione